# Flight from Glory
Pour plus de détails, voir Fiche technique et Distribution.
Flight from Glory est un film américain réalisé par Lew Landers, sorti en 1937.

## Fiche technique
- Titre : Flight from Glory
- Réalisation : Lew Landers
- Scénario : Robert Hardy Andrews, David Silverstein et John Twist
- Direction artistique : Van Nest Polglase
- Photographie : Nicholas Musuraca
- Montage : Harry Marker
- Société de production : RKO Pictures
- Pays de production : États-Unis
- Format : Noir et blanc - 1,37:1
- Genre : action
- Durée : 67 minutes
- Date de sortie : 1937

## Distribution
- Chester Morris : Paul Smith
- Whitney Bourne (en) : Lee Wilson
- Onslow Stevens : Ellis
- Van Heflin : George Wilson
- Richard Lane : Mr. Hanson
- Paul Guilfoyle : Jones
- Solly Ward : 'Mousey' Mousialovitch
- Douglas Walton : Garth Hilton
- Walter Miller : Old Timer
- Rita La Roy : Molly